# Tracer-Methoden
Als Tracer-Methoden  (englisch to trace, ‚verfolgen‘, ‚aufspüren‘) versteht man die mit Hilfe von Tracern entwickelten Prozesse zum Aufspüren und Untersuchen von Gegebenheiten. Tracer-Methoden finden in vielen Bereichen Anwendungen, unter anderem im Arbeits- und Umweltschutz, zur Werkstoffuntersuchung, in der Hydrologie.

## Anwendungen von Tracer-Methoden

### Bestimmung der Wirkstoffkonzentration am Arbeitsplatz
Diese Methode findet im Bereich Arbeits- und Umweltschutz statt, wie z. B. zur Bestimmung der Konzentration von Pflanzenschutzmitteln. Die hier benutzten Tracer sind NaCl (Kochsalz), BSF (Brilliantsulfoflavin) und PBM (Pflanzenbehandlungsmittel). Bei der Bestimmung von Wirkstoffkonzentrationen oder auch Tracerkonzentrationen am Arbeitsplatz handelt es sich üblicherweise um die Bestimmung luftfremder Stoffe. Die Konzentration wird über Luftproben bestimmt, sowie deren Abscheidung, Aufarbeitung mit anschließender Analytik auf Schadstoffe.
Für die Messung von Pflanzenschutzmittel gibt es ebenfalls bewährte Messverfahren. Es wird untersucht wie der Wirkstoff bestimmungsgemäß an die Pflanze kommt. Hier werden fluoreszierende Farbstoffe als Tracer eingesetzt, des Weiteren werden damit die Transport- und Wirkmechanismen der Wirkstoffe auf und in der Pflanze untersucht, sowie ihre Rückstände in der Futter- und Nahrungsmittelkette.
Eine weitere Art der Messung ist die Triftmessung, bei dieser Messmethode geht es nicht um die Zielpflanze selbst, sondern um die Pflanzen und sonstigen Organismen in der Nachbarschaft. Somit wird mit dieser Methode untersucht wie viel des Wirkstoffes den Arbeitsplatz belastet.
Eine neue Aufgabe, gerade im Bereich Arbeits- und Umweltschutz, besteht nun darin, die bekannten Messmethoden von luftfremden Stoffen an die spezielle Bedingung des Arbeitsplatzes, wie das Ausbringen von Pflanzenschutzmitteln, anzupassen. Eine für alle Methoden unabdingbare Bedingung ist die Entnahme von Luftproben. Dabei ist jedoch zu beachten, dass es aufgrund der technischen Ausbringung und den Wetterbedingungen zu zeitlichen und örtlichen Schwankungen der Wirkstoffkonzentration kommen kann. Dabei spielen Faktoren wie Windeinfallsrichtung, Tropfengröße und Wirkstoffanteil in festen, flüssigen und gasförmigen Aggregatzuständen eine Rolle.
Mit Langzeit-Messungen kann man Aussagen über Konzentrationsmittelwerte eines 8-Stunden-Arbeitstages oder die maximale Wirkstoffkonzentration treffen.
Qualitativ wird jedoch eher versucht, die Kausalität zu klären, d. h. wie sind die Wirkmechanismen, die dazu beitragen, dass Pflanzenschutzmittel an den Arbeitsplatz gelangt, sowie eine Aussage treffen zu können, wie die oben genannten Faktoren in diese Mechanismen hineinspielen.
Um von diesen Faktoren unabhängig zu werden, sind kürzere Messzeiten erforderlich. Wobei im praktischen Feldeinsatz die Messzeiten durch die Tankfüllung auf 5 bis 10 Minuten begrenzt ist. Um bei solch kurzen Zeiten dennoch eine quantitative Konzentration zu bekommen, ist ein großer Volumenstrom bei der Probenentnahme notwendig.
Für die Messungen werden Standard-Impinger-Waschflaschen oder Glasfaserfilter mit einer Kältefalle verwendet.
In der Impinger-Waschflasche befindet sich eine Waschflüssigkeit die lediglich dazu dient die abgeschiedenen Teilchen aufzunehmen. Es hat sich jedoch gezeigt das Impinger-Waschflaschen auch gasförmige Teilchen abscheiden, wenn das Waschmittel auf den Wirkstoff abgestimmt ist. Aufgrund des großen Luftdurchsatzes von 30 l/min können nur Lösungsmittel mit nicht zu niedrigem Dampfdruck eingesetzt werden. Die Impinger-Waschflasche besitzt den Vorteil, dass der Wirkstoff für die weitere Analyse schon als gelöste Form vorliegt.
Der Glasfilter mit Kältefalle benutzt zur Abkühlung flüssigen Sauerstoff, der bei −183 °C zu sieden beginnt. Der Glasfilter ist universell für die Messung aller Pflanzenschutzmittel am Arbeitsplatz einsetzbar, da er alle festen, flüssigen und gasförmigen Wirkstoffanteile abscheidet. Durch den flüssigen Sauerstoff werden die Wirkstoffanteile auf −80 °C abgekühlt, diese niedrige Temperatur des Filters verhindert zudem das bereits abgeschiedene Wirkstoffanteile anfangen zu verdampfen.
Eine Fehlermöglichkeit des Glasfilters liegt bei seinem großen Konzentrationsgefälle. Es ist darauf zu achten das bei der Handhabung und der Extrahierung keine Wirkstoffe von außen in das Innere des Systems kommen und somit das Ergebnis verfälschen können.
Dennoch ist noch notwendig genauere Untersuchung bezüglich des Wiederfindungsgrades und Reproduzierbarkeit zu unternehmen. Einige Versuche mit Impinger-Waschflaschen führten zu widersprüchlichen Ergebnissen, die noch Aufklärungsbedarf haben.
|                                      |      | Glasfaserfilter  | α-Cellulosefilter | Kältefalle + Glasfaserfilter | Impinger-Waschflasche* | beschichtete Träger* | PU-Schaum*   |
| ------------------------------------ | ---- | ---------------- | ----------------- | ---------------------------- | ---------------------- | -------------------- | ------------ |
| Luftdurchsatz                        | m³/h | bis 50           | bis 50            | 2,5                          | bis 1,8                | 17                   | 45           |
| fest Abscheidegrad flüssig gasförmig | % %  | >99 >99 -        | <90 >99 -         | >99 >99 70–90                | >95 >99 13–99          | 67–100 67-100 67–100 |              |
| NaCl Wiederfindungsgrad BSF PBM      | % %  | >99 50–99 50–100 | (>99)             | 70–80                        | 13–99                  | 67–99                | 79–99        |
| NaCl Reproduzierbarkeit BSF PBM      |      | ++ -- (-)        | (+)               | +                            | (+)                    |                      |              |
| Aufwand                              |      | gering           | gering            | groß                         | mittel                 | mittel               | mittel       |
| besonders geeignet für               |      | Tracer NaCl      | Tracer BSF        | PBM universell               | PBM speziell           | PBM speziell         | PBM speziell |

In der Tabelle lässt sich die Wirksamkeit der einzelnen Filter Methoden mit verschiedenen Tracer genauer einsehen. So ist zu erkennen, dass der Glasfilter mit NaCl als Tracer einen sehr guten Abscheidegrad der festen und flüssigen Phase besitzt sowie eine sehr gute Reproduzierbarkeit.
Es ist demnach zu klären was und wie zu messen ist um die optimale Messmethode zu bestimmen.

### Tracer-Methoden zur Korrosionsprüfung
Tracer werden auch zur Korrosionsuntersuchungen eingesetzt, dazu werden radioaktive Isotope verwendet. Dies dient zur Analyse der Verteilung auf der Werkstoffoberfläche. Die meisten Untersuchungen beziehen sich auf die Korrosion in wässriger Lösung. Tracer-Methoden zur Bestimmung von Sauerstoffaufnahme auf Oberflächen lassen sich in drei Hauptklassen einteilen.

### Die drei Hauptklassen der Korrosionsprüfung
1. „post immersion counting“ oder auch „Zählen nach dem eintauchen“.[3] Bei dieser Methode wird das Material in die radioaktive Lösung getaucht und anschließend herausgenommen, abgespült und getrocknet. Die Radioaktivität misst man mit einem Geigerzähler für β-Strahlung oder einen Szintillationszähler für γ-Strahlung. Diese Technik lässt sich bei jeder Probe durchführen und ist unabhängig von der Art und Konzentration des Radioisotops. Ein Nachteil dieser Methode ist jedoch das durch das abspülen nur der irreversible Stoffübergang zur Oberfläche gemessen werden kann. Zudem kann sich beim herausnehmen der Probe die Oberfläche der Metallprobe verändern, z. B. kann ein Oxidschicht entstehen. Die Verteilung des maskierten Materials auf der Oberfläche kann nach der Entfernung des angreifenden Mittels mit Hilfe von selektiven Auszählens der Impulse von einzelnen Flächenanteilen oder mittels Autoradiographie bestimmt werden. Das selektive Auszählen vermittelt ein quantitatives Bild der Verteilung auf verschiedene Bereiche des Gesamtoberfläche. Hierbei hat sich gezeigt, das sich Chloridionen an den mechanisch stärker beanspruchten Stellen konzentrieren.
2. „Verarmungstechnik“:[3] Bei dieser Technik misst man den Konzentrationsunterschied des Tracers vor dem eintauchen und nach dem eintauchen in der Lösung. Somit kann bestimmt werden, wie viel radioaktive Isotope der Werkstoff aufgenommen hat. Damit man ausreichend vernünftige Daten bekommt sollte der Konzentrationsunterschied ausreichend groß sein. Man benutzt hierbei eine relativ große Metalloberfläche mit einem kleinen Lösungsvolumen mit niedriger Konzentration. Der Konzentrationsabfall wird daraufhin mit der Entnahme eines Teils der Lösung gemessen. Mit diesem Verfahren kann so gut wie jeder beliebige Radioisotop ausgewertet werden.
3. „Tauchzählmethode“:[3] Bei dieser Methode wird die Menge des Tracers, das sich auf dem Metall befindet, direkt gemessen, während es sich noch in der Lösung befindet. Dazu muss jedoch die Hintergrundstrahlung die von der Lösung ausgeht, möglichst klein und konstant gehalten werden, damit die Strahlung des Tracers gemessen werden kann. Eine Möglichkeit der Begrenzung liege darin nur Radioisotope zu verwenden die sehr energiearme β-Strahlung freisetzten. Die Tauchzählmethode ist ein geeignetes Verfahren für die gleichzeitige Messung von elektrochemischen Größen und der Adsorption. Durch dieses Verfahren wird ein besseres Verständnis geschaffen, wie der Korrosionsprozess auf der Metalloberfläche abläuft.

### Wirtschaftlicher Nutzen
Die Untersuchung des Verschleiß von Metallen, wie Korrosion, Reibung oder Schmierung ist ein nicht unwichtiger Faktor von Industrienationen. 1966 betrug der Schaden der durch Verschleiß verursacht worden war ungefähr 6 Milliarden Euro. Aufgrund dessen ist die Optimierung der Verschleißeinflussfaktoren ein nicht unerheblicher Grund zur Erhöhung der Lebensdauer und der Qualität.

## Tracer-Methoden in der Prozessoptimierung
Tracer-Methoden finden auch anklang in der Prozessoptimierung von flüssig Reaktoren. Mit den Tracer lassen sich die Strömungen und die Verweilzeitdauer in den einzelnen Bereichen des Reaktors darstellen. Dazu werden radioaktive Nukleotide als Tracer eingesetzt. Dazu wird das Lösungsmittel des Tracers am Eingang des Reaktors in Form eines Impulses aufgeben um danach am Ausgang die Impulsrate über die Zeit zu messen.

## Tracer-Methoden in der Hydrologie
In diesem Bereich der Hydrologie wird versucht das „Grundwasseralter“ oder die Grundwasserverweilzeit im Untergrund zu bestimmen, also seine relative Fließgeschwindigkeit im Aquifer. Das Grundwasseralter kann auch direkt aus der Verteilung bestimmter Isotope bestimmt werden, die wiederum im Untergrund zerfallen oder auch dort mit einer bestimmten Rate produziert werden.
Die Problematik bei vielen verschiedenen Isotopenmethoden ist, dass es zu jeder eine methodenspezifische Verweilzeit gibt. Es werden im Bereich der Hydrologie verschiedene Tracer (Geowissenschaften) eingesetzt.